# Mureno, Pernik
Mureno (în bulgară Мурено) este un sat în comuna Zemen, regiunea Pernik,  Bulgaria. 

## Demografie
Componența etnică a satului Mureno
     Bulgari (100%)
     Nicio identificare (0%)
     Altele (0%)
La recensământul din 2011, populația satului Mureno era de 88 locuitori. Din punct de vedere etnic, toți locuitorii erau bulgari.